# 백이와 숙제
백이(伯夷)와 숙제(叔齊)는 상나라 말기의 형제로, 끝까지 군주에 대한 충성을 지킨 의인으로 알려져 있다.
백이와 숙제에 관한 이야기는 《사기》의 열전에 나온다. 백이와 숙제는 고죽국 군주의 아들로 그들의 부친은 삼남 숙제로 하여금 후사를 잇게 할 작정이었다. 하지만 부친이 돌아가시자, 숙제는 장남인 백이에게 양보하려 하였고, 그러자 백이는 부친의 뜻이라며 나라 밖으로 달아났다. 숙제 또한 왕위에 오르지 않고 달아나 버렸다. 이리하여 고죽국인들은 할 수 없이 차남을 왕으로 세웠다.
이때 상나라의 서쪽에는 훗날 서주 문왕이 되는 희창이 작은 영주들을 책임지는 서백의 자리에 있었다. 희창이 죽고 그의 아들 희발(서주 무왕)은 군대를 모아 상나라에 반역하려 했다. 희발의 부하 강태공은 뜻을 같이하는 제후들을 모아 전쟁 준비를 시작했다. 이때 백이와 숙제는 무왕을 찾아와 다음과 같이 간언했다.
| “ | 아버님이 돌아가신 후 아직 장사도 지내지 않았는데 전쟁을 할 수는 없다. 그것은 효가 아니기 때문이다. 주나라는 상나라의 신하 국가이다. 어찌 신하가 임금을 주살하려는 것을 인이라 할 수 있겠는가. | ” |

이에 희발은 크게 노하여 백이와 숙제를 죽이려 했으나, 강태공이 이들을 두둔하여 의로운 사람들이라 하여 죽음을 면했다. 이후 희발은 상나라를 평정하고 주나라의 무왕이 되었다. 그러나 백이와 숙제만은 주나라의 백성이 되는 것을 부끄러이 여겼다. 지조를 지켜 주나라의 곡식을 먹지 않았다. 고죽군 영주로 받는 녹봉 역시 받을 수 없다며 수양산으로 들어가 고사리를 캐먹었다. 이때 왕미자라는 사람이 수양산에 찾아와 백이와 숙제를 탓하며,
| “ | 그대들은 주나라의 녹을 받을 수 없다더니 주나라의 산에서 주나라의 고사리를 먹는 일은 어찌된 일인가. | ” |

하며 책망하였다. 이에 두 사람은 고사리마저 먹지 않았고, 마침내 굶어 죽게 된다.
이후, 백이와 숙제의 이야기는 끝까지 두 임금을 섬기지 않고 충절을 지킨 의인들을 가리키는 표현으로 사용되어, 중화권의 문헌에서 여러 차례 언급된다.

## 같이 보기
- 청성묘